# Sant Martí de Provençals
Sant Martí de Provençals este un cartier din districtul 10, Sant Martí, al orașului Barcelona.